# Primera División 1954 (Chili)
In 1954 werd het 22ste seizoen gespeeld van de Primera División, de hoogste voetbalklasse van Chili. Universidad Católica werd kampioen. 
De competitie werd in twee fases gespeeld. Na de eerste fase speelde de top zes opnieuw tegen elkaar in de kampioenenliga voor de titel. De laatste zes deden hetzelfde voor de degradatie. De punten van fase 1 en 2 werden opgeteld. 

## Eindstand

### Fase 1
| Plaats | Club                 | Wed. | W  | G  | V  | Saldo | Ptn. |
| ------ | -------------------- | ---- | -- | -- | -- | ----- | ---- |
| 1      | Universidad Católica | 26   | 16 | 3  | 7  | 54:42 | 35   |
| 2      | Colo-Colo            | 26   | 16 | 2  | 8  | 58:37 | 34   |
| 3      | Santiago Wanderers   | 26   | 12 | 6  | 8  | 57:42 | 30   |
| 4      | Ferrobádminton       | 26   | 11 | 7  | 8  | 64:47 | 29   |
| 5      | Audax Italiano       | 26   | 9  | 11 | 6  | 53:45 | 29   |
| 6      | Palestino            | 26   | 9  | 9  | 8  | 55:52 | 27   |
| 7      | Magallanes           | 26   | 9  | 9  | 8  | 41:40 | 27   |
| 8      | Green Cross          | 26   | 9  | 7  | 10 | 42:47 | 25   |
| 9      | Unión Española       | 26   | 9  | 7  | 10 | 41:51 | 25   |
| 10     | Rangers              | 26   | 7  | 9  | 10 | 42:48 | 23   |
| 11     | Santiago Morning     | 26   | 7  | 7  | 12 | 50:59 | 21   |
| 12     | Everton              | 26   | 8  | 5  | 13 | 36:46 | 21   |
| 13     | Universidad de Chile | 26   | 7  | 7  | 12 | 36:56 | 21   |
| 14     | Iberia               | 26   | 6  | 5  | 15 | 48:65 | 17   |

|  | Gekwalificeerd |

### Kampioenengroep
| Plaats | Club                 | Wed. | W | G | V | Saldo | Ptn. |
| ------ | -------------------- | ---- | - | - | - | ----- | ---- |
| 1      | Audax Italiano       | 7    | 4 | 3 | 0 | 15:8  | 11   |
| 2      | Ferrobádminton       | 7    | 2 | 5 | 0 | 16:13 | 9    |
| 3      | Colo-Colo            | 7    | 3 | 2 | 2 | 18:13 | 8    |
| 4      | Green Cross          | 7    | 2 | 4 | 1 | 11:8  | 8    |
| 5      | Universidad Católica | 7    | 2 | 4 | 1 | 13:13 | 8    |
| 6      | Santiago Wanderers   | 7    | 2 | 3 | 2 | 10:10 | 7    |
| 7      | Magallanes           | 7    | 1 | 2 | 4 | 12:19 | 4    |
| 8      | Palestino            | 7    | 0 | 1 | 6 | 12:23 | 1    |

#### Totaalstand
| Plaats | Club                 | Wed. | W  | G  | V  | Saldo | Ptn. |
| ------ | -------------------- | ---- | -- | -- | -- | ----- | ---- |
| 1      | Universidad Católica | 33   | 18 | 7  | 8  | 67:55 | 43   |
| 2      | Colo-Colo            | 33   | 19 | 4  | 10 | 76:50 | 42   |
| 3      | Audax Italiano       | 33   | 13 | 14 | 6  | 68:53 | 40   |
| 4      | Ferrobádminton       | 33   | 13 | 12 | 8  | 80:60 | 38   |
| 5      | Santiago Wanderers   | 33   | 14 | 9  | 10 | 67:52 | 37   |
| 6      | Green Cross          | 33   | 11 | 11 | 11 | 53:55 | 33   |
| 7      | Magallanes           | 33   | 10 | 11 | 12 | 53:59 | 31   |
| 8      | Palestino            | 33   | 9  | 10 | 14 | 67:75 | 28   |

|  | Kampioen |

### Degradatieliga
| Plaats | Club                 | Wed. | W | G | V | Saldo | Ptn. |
| ------ | -------------------- | ---- | - | - | - | ----- | ---- |
| 1      | Santiago Morning     | 5    | 5 | 0 | 0 | 17:5  | 10   |
| 2      | Universidad de Chile | 5    | 3 | 1 | 1 | 12:8  | 7    |
| 3      | Rangers              | 5    | 2 | 1 | 2 | 13:10 | 5    |
| 4      | Unión Española       | 5    | 1 | 1 | 3 | 8:13  | 3    |
| 5      | Iberia               | 5    | 1 | 1 | 3 | 6:16  | 3    |
| 6      | Everton              | 5    | 1 | 0 | 4 | 9:13  | 2    |

#### Totaalstand
| Plaats | Club                 | Wed. | W  | G  | V  | Saldo | Ptn. |
| ------ | -------------------- | ---- | -- | -- | -- | ----- | ---- |
| 9      | Santiago Morning     | 31   | 12 | 7  | 12 | 67:64 | 31   |
| 10     | Rangers              | 31   | 9  | 10 | 12 | 55:58 | 28   |
| 11     | Universidad de Chile | 31   | 10 | 8  | 13 | 49:64 | 28   |
| 12     | Unión Española       | 31   | 10 | 8  | 13 | 48:64 | 28   |
| 13     | Everton              | 31   | 9  | 5  | 17 | 45:59 | 23   |
| 14     | Iberia               | 31   | 7  | 6  | 18 | 54:81 | 20   |

|  | Degradatie |